# 梁ナン
梁 妠（りょう なん）は、後漢の順帝の皇后。諡は烈で、諡号としては夫の諡を重ねて順烈皇后（じゅんれつこうごう）。安定郡烏氏県の人。祖父は梁雍（和帝の生母の梁貴人の弟）。父は大将軍の梁商。兄は梁冀・梁不疑・梁蒙。妹は桓帝の皇后梁女瑩。

## 生涯
幼い頃から女功に長じて巧みだった。史書を好み、9歳で『論語』・『韓詩』を暗記した。
永建3年（128年）、13歳で梁商の妹とともに後宮に入った。順帝から特別待遇を受け、貴人となった。多くの女性を入内させて後嗣を儲けるよう進言したため、順帝に敬重された。陽嘉元年（132年）、皇后に立てられた。
建康元年（144年）、順帝は死去した。順帝と梁皇后との間には皇子がおらず、側室の虞美人所生の劉炳（後の沖帝）は新たな皇帝となった。梁妠が皇太后として臨朝することになった。梁氏は外戚として朝政を掌握したが、朝政腐敗と民衆の負担増による不満により九江などで叛乱が発生している。沖帝は翌年死去し、梁太后は兄の梁冀とともに劉纘（後の質帝）を皇帝として擁立する。しかし、梁冀らの専横を不満に思った質帝は梁冀に「跋扈将軍」と揶揄したために、梁冀により毒殺された。その後、権勢保持のため妹の梁女瑩の婚約者の蠡吾侯劉志（後の桓帝）を擁立した。梁氏は前代同様に専権が続き、梁氏最盛期を現出させた。
和平元年（150年）、政治を19歳になった桓帝に返すよう言い残し死去した。順帝の憲陵に合葬された。